# Monte Savello

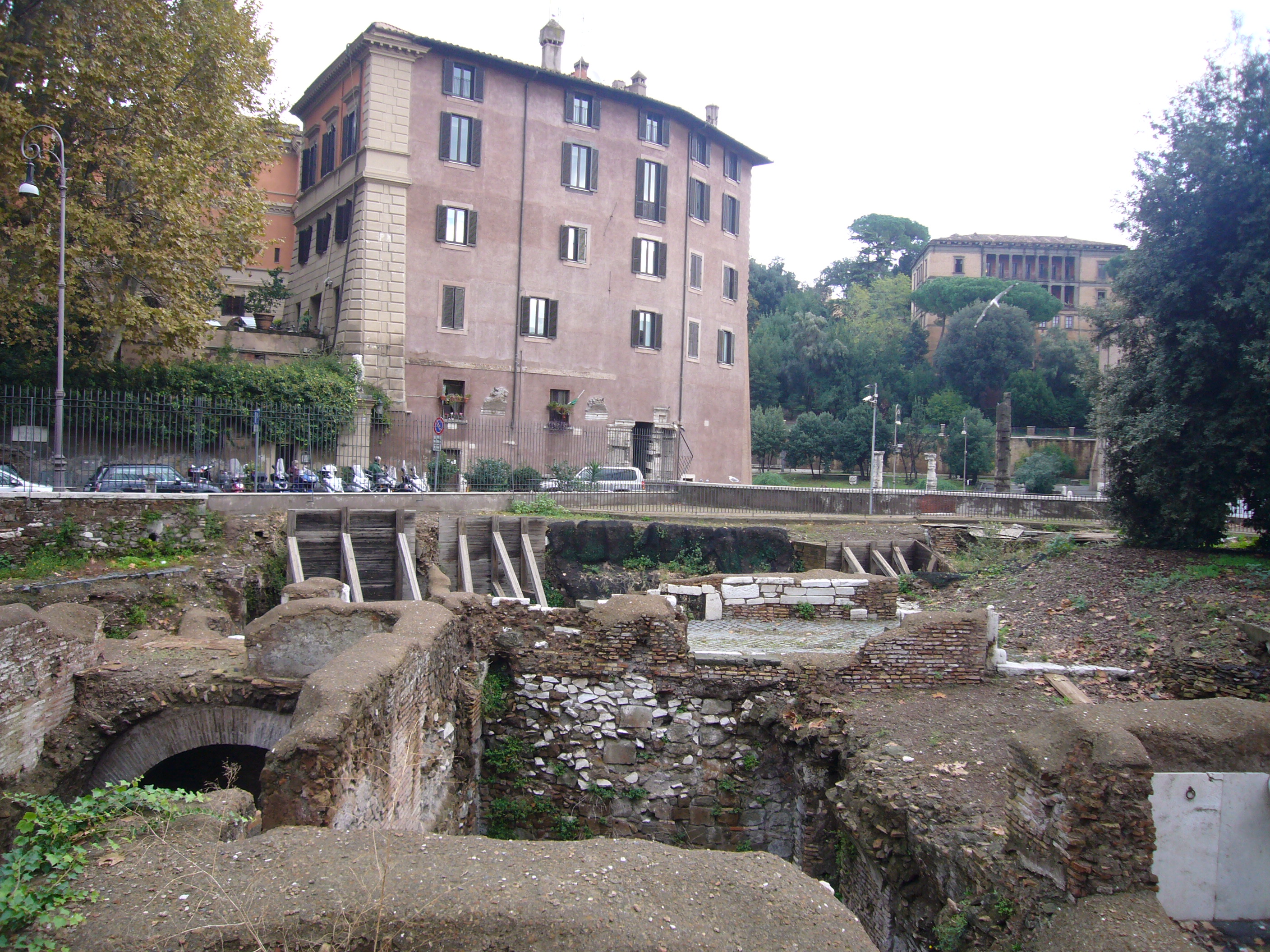
Vista del lato Sud Ovest di Monte Savello con parte degli scavi archeologici nella piazza omonima

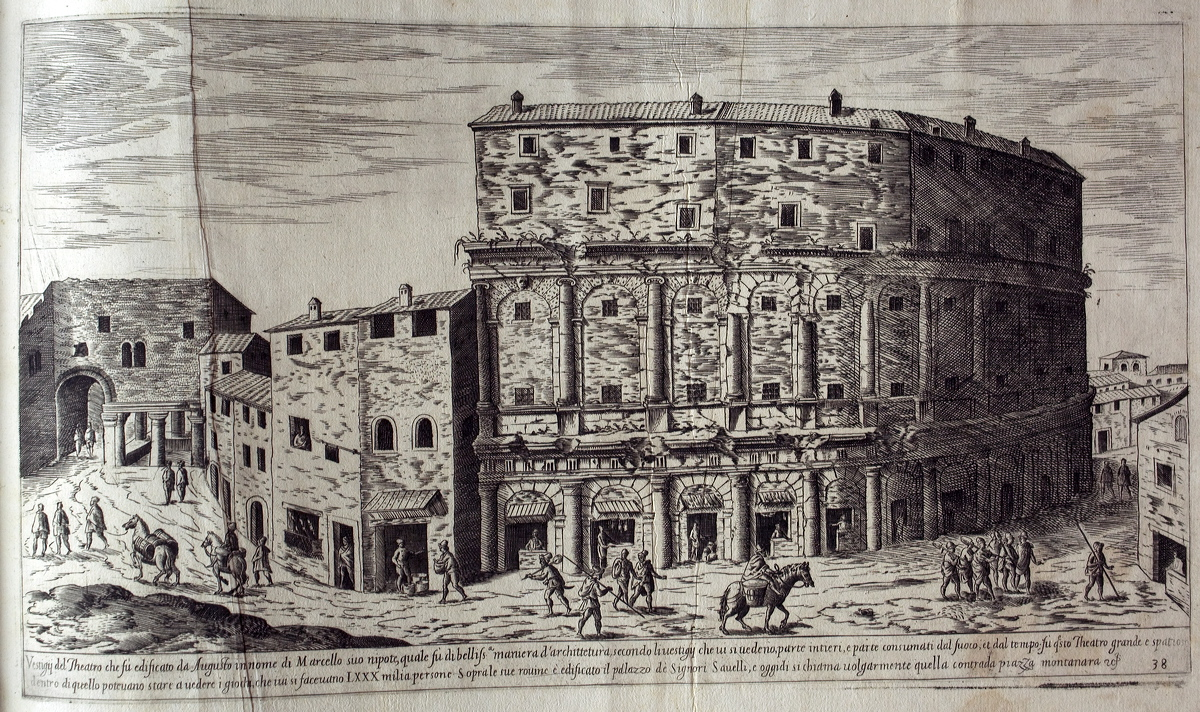
Veduta del Teatro di Marcello con l'arco detto dei Savelli

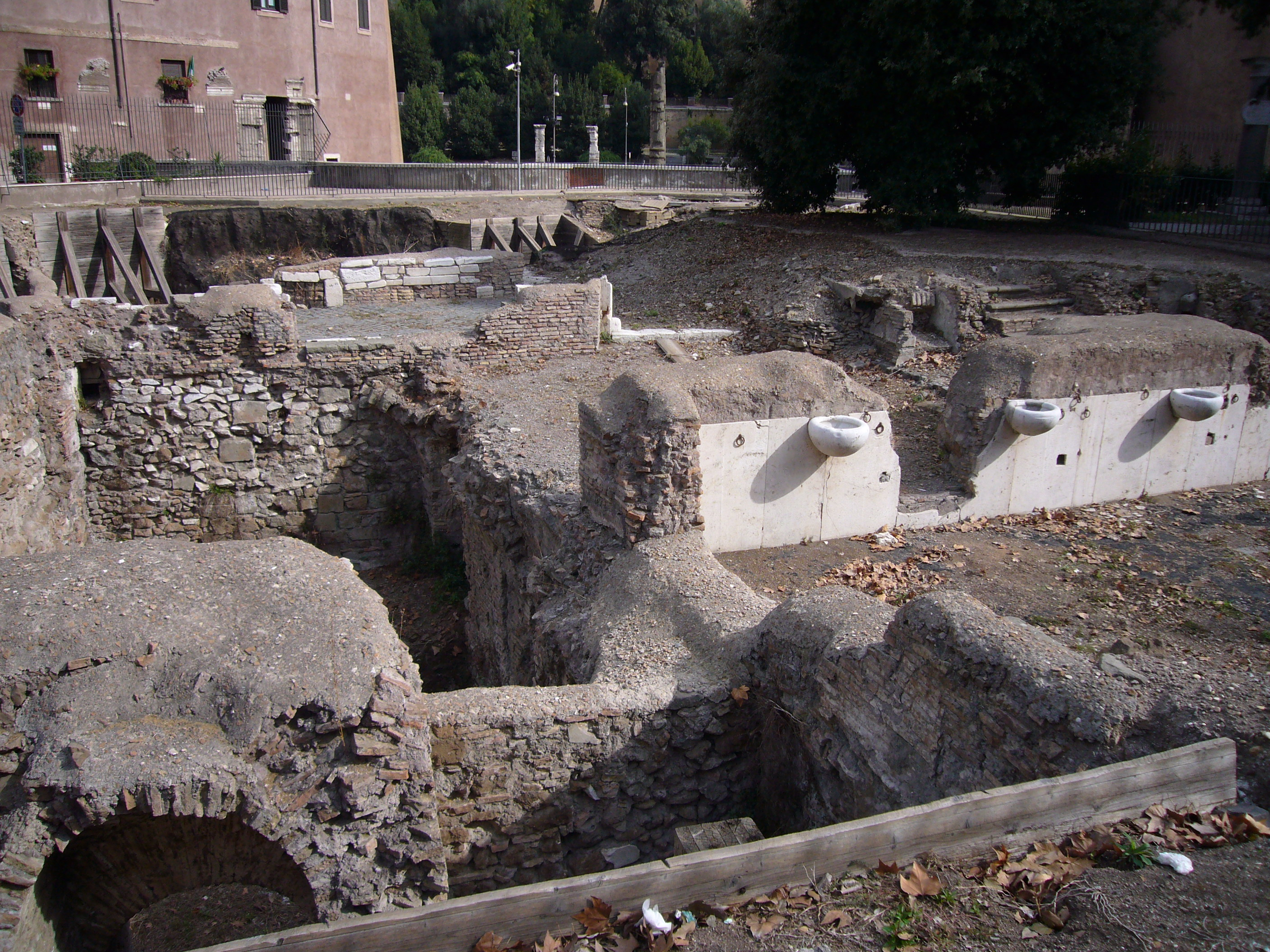
Particolare degli scavi del Ghettarello nella piazza di Monte Savello

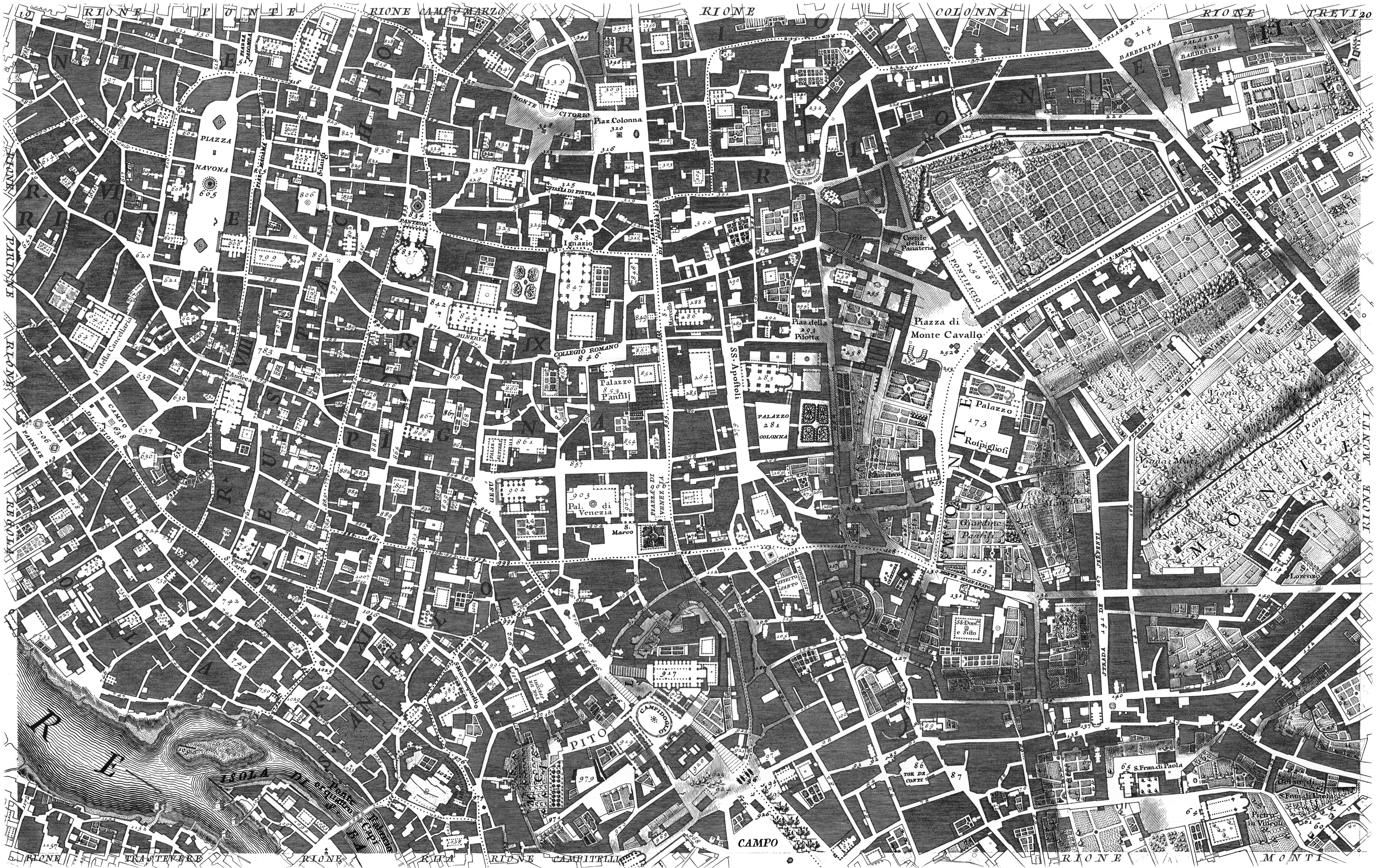
Pianta di Roma di G.B. Nolli, Topografia di Monte Savello al n.1022

Monte Savello è un luogo della città di Roma posto nel rione Sant’Angelo, tra il fiume Tevere in prossimità del ponte Fabricio o dei 4 Capi ed il colle Capitolino.
Il toponimo deriva dal rilievo creato dalle rovine di parte del Teatro di Marcello, a cui vennero ad aggiungersi i detriti alluvionali depositati dal Tevere. Con la successiva fortificazione a partire dal secolo XI forse ad opera dei Pierleoni, prese poi il nome dai Savelli che ne furono i principali proprietari. Nel palazzo Savelli Orsini ha sede l'ambasciata del Sovrano militare ordine di Malta presso la Santa Sede.

## Storia

### Il teatro di Marcello
Vi sorgeva il Teatro di Marcello, innalzato per volere di Augusto nella zona meridionale del Campo Marzio.
I materiali provenienti in particolare dalle strutture della scoena frons, cominciarono ad essere utilizzati sin dalla fine del IV secolo per il restauro del Ponte Cestio e come cava di marmi e di materiali da costruzione a cui vennero ad aggiungersi i detriti alluvionali depositati dal Tevere.

### Le origini
Almeno a partire dal XII secolo, il monte era noto come monte Faffo o Faffi o Fabiorum, e talvolta Saxo; tale denominazione si ritiene prendesse nome da una non ben identificata famiglia dei Faffi poi Fabi, che per primi avrebbero fortificato il sito sul luogo della originaria cavea del teatro. Questi furono poi identificati, senza ulteriore documentazione, con i Fabi detti di Pescheria, noti però solo dal secolo XV.

### I Savelli
A questi successero i Pierleoni che, secondo il topografo e archeologo Giuseppe Marchetti Longhi ed altri, vi possedettero sin dal 1086 una fortificazione, eretta da un Pietro di Leone; essi rimasero presenti nell'area sicuramente fino al XV secolo, quando erano proprietari di parte del suolo confinante con la Munitio Montis Fabiorum. Le case dei Pierleoni, che possedevano anche la vicina Torre sull'Isola Tiberina, in ogni caso occupavano sin dall'XI secolo parte di quel luogo se il 29 luglio del 1099 papa Urbano II moriva presso la chiesa di San Nicola in Carcere ospite di questa famiglia, che probabilmente dette ancora rifugio nel 1105 a papa Pasquale II.
La presenza dei Savelli nell'area è attestata nei testamenti di Giacomo Savelli che, prima in veste di cardinale, poi come papa Onorio IV, sul finire del secolo XIII risultava proprietario della Munitio Montis Fabiorum. Solo a partire dalla seconda metà del secolo XIV, dopo essere stato ricostruito da Luca Savelli a seguito del violento terremoto del 1348, il luogo, nel quale sorgeva anche una chiesa dedicata a S. Cecilia, iniziò a prendere il nome di Mons Sabellorum.
Il fortilizio medievale, che nel XV secolo doveva apparire irto di torri e chiuso verso il Tevere da un alto muro merlato in mattoni, fu successivamente profondamente modificato dai Savelli, che commissionarono a Baldassarre Peruzzi (secondo Sebastiano Serlio tra 1517 e 1519; altri autori sostengono durante il periodo 1525-1533) il rifacimento della residenza in forma di palazzo rinascimentale.  L'intervento comportò la demolizione di cospicue parti dell’antico teatro e la ricostruzione del terzo ordine; nella cavea fu installato il giardino.
Il palazzo visse il suo massimo splendore con il cardinale Giulio Savelli il quale, a metà del Cinquecento, vi raccolse una ricca collezione di sculture antiche e vi istituì un cenacolo letterario.
Nel 1712 alla morte di Giulio Savelli, III principe di Albano ed ultimo di casa Savelli a portare i titoli di Maresciallo di Santa Romana Chiesa, privo di eredi diretti, che già in vita aveva dovuto cedere parte del patrimonio per coprire il proprio ingente indebitamento, il palazzo passò agli Sforza Cesarini, come eredi più prossimi che lo cedettero a loro volta alla Congregazione dei Baroni.

### Gli Orsini
Nel 1729 il palazzo Savelli fu acquistato, per 29.000 scudi, da Ferdinando Bernualdo Filippo Orsini d'Aragona dei duchi di Gravina che Benedetto XIII, della stessa famiglia, aveva legittimato alla successione al ramo romano degli Orsini di Bracciano, anche nella carica di Principe assistente al Soglio pontificio.
I nuovi proprietari trasferirono nella nuova residenza l'archivio di quel ramo, già conservato nel palazzo di Monte Giordano, e provvidero ad intervenire ulteriormente sul complesso, apportando profonde modifiche nelle strutture più antiche ed ampliandone con altri tre corpi di fabbrica il lato nord-ovest, disposti intorno al giardino al quale si accede dalla piazza omonima mediante un cancello posto tra due pilastri sormontati dagli orsi araldici della famiglia.
L'edificio rimase di proprietà degli Orsini fino ai primi decenni del XX secolo quando, anche a causa di una istanza di esproprio da parte della Cassa di Risparmio di Roma, iniziata alla fine del secolo XIX, venne ceduto in gran parte a Leone Caetani. Questi, da poco succeduto al padre nel titolo di duca di Sermoneta, vi fissò nel 1919, assieme alla consorte Vittoria Colonna, la propria dimora, trasferendovi anche la biblioteca personale, ed assegnandogli la denominazione di palazzo Sermoneta; successivamente, anche a causa della sua separazione dalla moglie e della successiva emigrazione dall'Italia, lo cedette frazionandone la proprietà.
Nel 2012 il Principe Domenico Orsini, Duca di Gravina poté ricomprare parte del palazzo Savelli Orsini (pare per oltre 30 milioni di euro) per farne di nuovo la sede familiare. La parte principale è sede dal 1994 dell'ambasciata del Sovrano Militare Ordine di Malta presso la Santa sede.

## Il Trivio deiMacelli della mala carne
Adiacente al complesso e prospiciente sulla attuale piazza Gerusalemme sorge la chiesa di S. Gregorio De Ponte Iudeorum, in antico detta de Gradellis nota sin dal XV secolo poi nota come chiesa di San Gregorio della Divina Pietà costruita secondo alcuni storici sul luogo della precedente chiesa di S. Maria in Catineio o Cathincio fondata presso il Trivio de Macelli della mala carne sui resti delle case della gens Anicia cui apparteneva papa Gregorio I che secondo la tradizione ivi venne alla luce, da cui prese nome il ramo omonimo dei Frangipane.

## IlGhettarelloo 2° Ghetto di Roma
Durante una campagna di scavi iniziata nel 1999 nella piazza omonima, sono stati rinvenuti i resti di quello che è stato poi identificato come il 2° ghetto di Roma noto in passato come il Ghettarello o Macelletto la cui presenza è documentata in quel luogo sin dal secolo XV, in cui vivevano circa 180 capifamiglia con magazzini di grano, forni e stalle destinati a mantenere i duemila ebrei poveri (ossia il 50 per cento del totale) oltre ad una sinagoga e una “scola” detta di Porta Leone, nome che recava la via o vicolo oggi ricalcato da via di Monte Savello che collegava piazza Montanara al ponte 4 Capi e che passava sotto l’arco porticato detto anch’esso dei Savelli, residuo ritenuto dell’antica Aula Regia del teatro, posto tra il monte e la chiesa di San Nicola in Carcere, demolito nel secolo XVII. A questo sito si affiancavano numerosi edifici destinati ad alloggiamenti per il bestiame presenti sin dal XVI secolo di proprietà prima dei Savelli poi pervenuti agli Orsini ed erano noti come le cento fenestre.

## Monte Savello e il Caso Moro
Il luogo fu coinvolto nelle indagini svoltesi durante la vicenda del rapimento di Aldo Moro il cui corpo trasportato da una Renault 4 rossa, secondo il giornalista Mino Pecorelli sarebbe uscito il 9 maggio 1978 dal passo carraio di palazzo Orsini a Monte Savello.